# Rebus Regionalbus Rostock
Die rebus Regionalbus Rostock GmbH ist ein Busverkehrsunternehmen in Mecklenburg-Vorpommern für den Öffentlichen Personennahverkehr (ÖPNV) im Landkreis Rostock. Die rebus GmbH betreibt im Auftrag ihres Gesellschafters, dem Landkreis Rostock, den ÖPNV mit dem Schüler- und Ausbildungsverkehr im Bedienungsgebiet des Landkreises Rostock innerhalb des Verkehrsverbundes Warnow (VVW). Das Unternehmen beschäftigt rund 250 Mitarbeiter (Stand 2014).

## Geschichte
Die rebus Regionalbus Rostock GmbH wurde am 25. Juli 2013 durch Verschmelzung der folgenden Busverkehrsunternehmen gegründet:
- Omnibusverkehrsgesellschaft Güstrow mbH (OVG), Güstrow
- Regionalverkehr Küste GmbH (RvK), Rostock
- Küstenbus GmbH, Bad Doberan
- Hameister Personenverkehr GmbH, Rostock

Der Zusammenschluss der Unternehmen erfolgte durch Aufschmelzung der Omnibusverkehrsgesellschaft Güstrow mbH (OVG), der Regionalverkehr Küste GmbH (RvK) und der Hameister Personenverkehr GmbH auf die Küstenbus GmbH. Anschließend wurde die Küstenbus GmbH in die rebus Regionalbus Rostock GmbH umbenannt.
Grundlage der Verschmelzung dieser Unternehmen zur rebus Regionalbus Rostock GmbH war die Kreisgebietsreform Mecklenburg-Vorpommern 2011, durch die aus den ehemaligen Landkreisen Güstrow und Bad Doberan der neue Landkreis Rostock entstand.
Mit Zusammenschluss zum neuen Unternehmen wurden alle Beschäftigten, Fahrzeuge, Linienkonzessionen und Unternehmensstandorte übernommen und von der rebus Regionalbus Rostock GmbH weitergeführt.
Die Vereinte Dienstleistungsgewerkschaft (ver.di Nord) rief im gesamten Land Mecklenburg-Vorpommern im Februar 2020 zu einem zweitägigen Warnstreik auf. Neben der Rostocker Straßenbahn AG (RSAG) und den Warnow-Fähren legten auch die Mitarbeiter der rebus die Arbeit nieder. Der Warnstreik erfolgte, nachdem auch in der vierten Verhandlungsrunde für die Beschäftigten des öffentlichen Personennahverkehrs (TV-N Mecklenburg-Vorpommern) keine Einigung zwischen Land und Arbeitnehmern erreicht worden war.

## Standorte
- Güstrow, Parumer Weg (Zentrale/Verwaltung und Betriebshof)
- Güstrow, Bahnhofsplatz (Kundencenter)
- Rostock, Platz der Freundschaft (Betriebshof und Kundencenter)
- Bad Doberan, Buchenweg (Betriebshof)
- Teterow, Heidenholzstraße (Betriebshof)
- Gnoien, Am Bornsoll (Betriebshof)

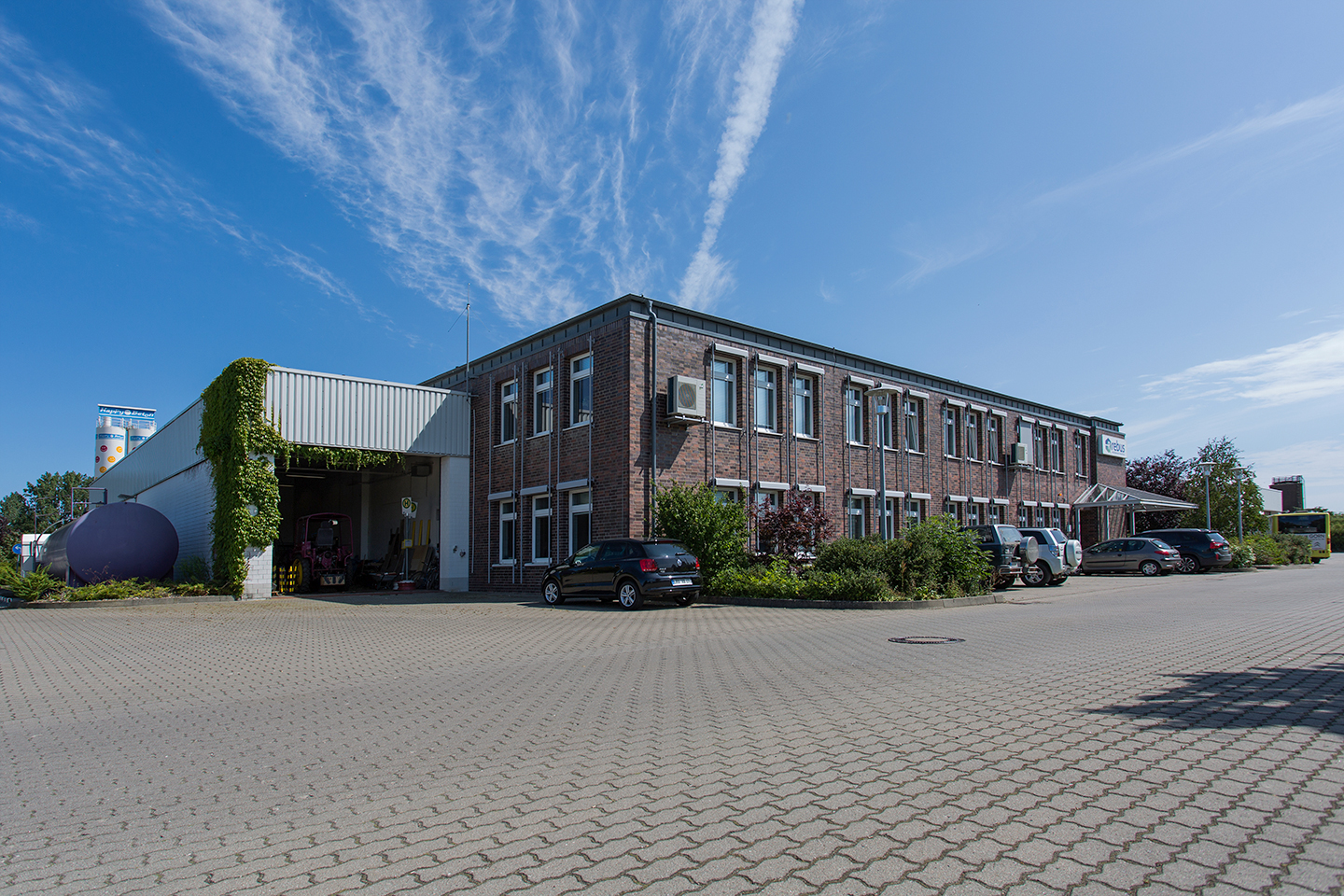
Betriebsgebäude in Güstrow (Zentrale/Verwaltung)
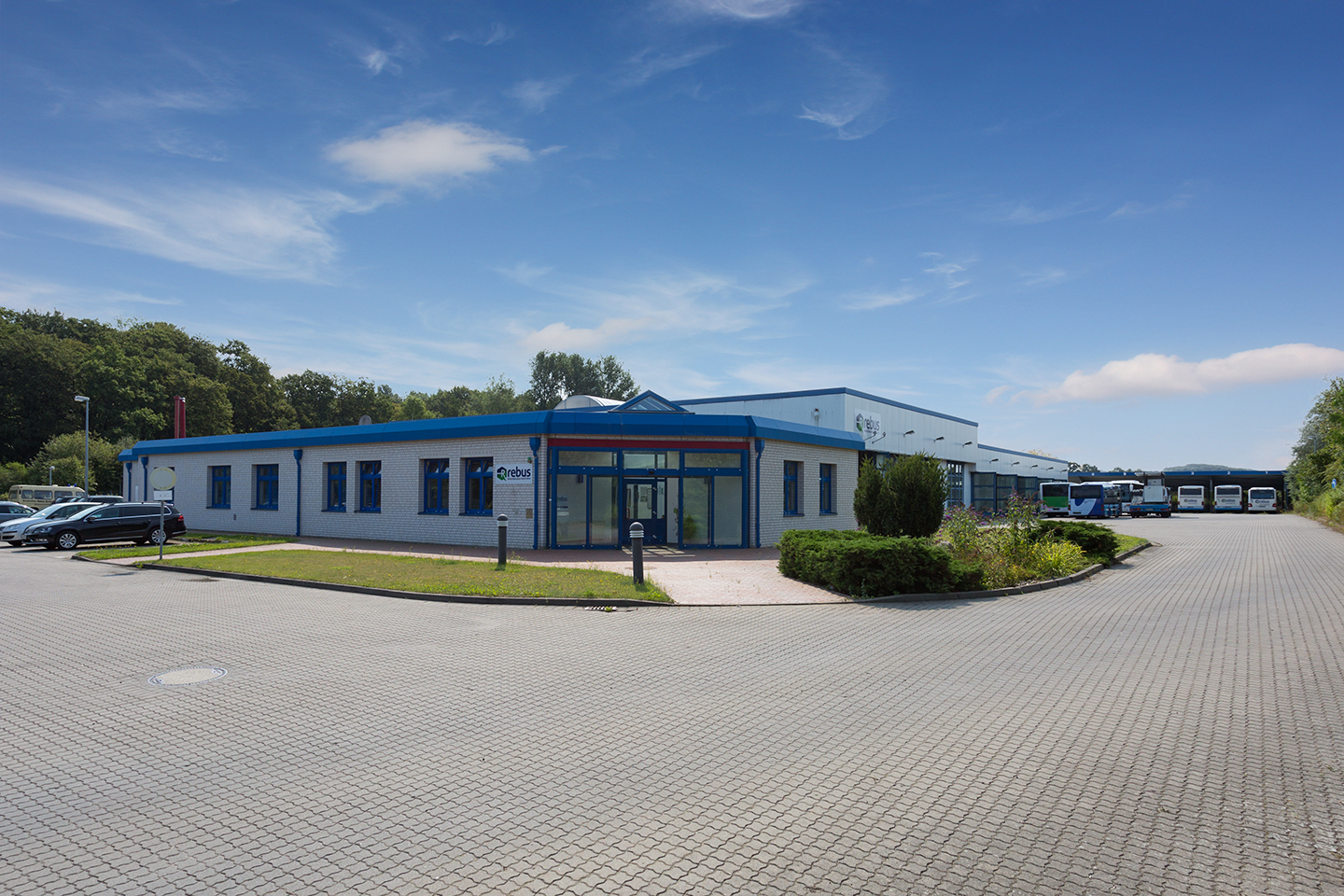
Betriebshof in Bad Doberan
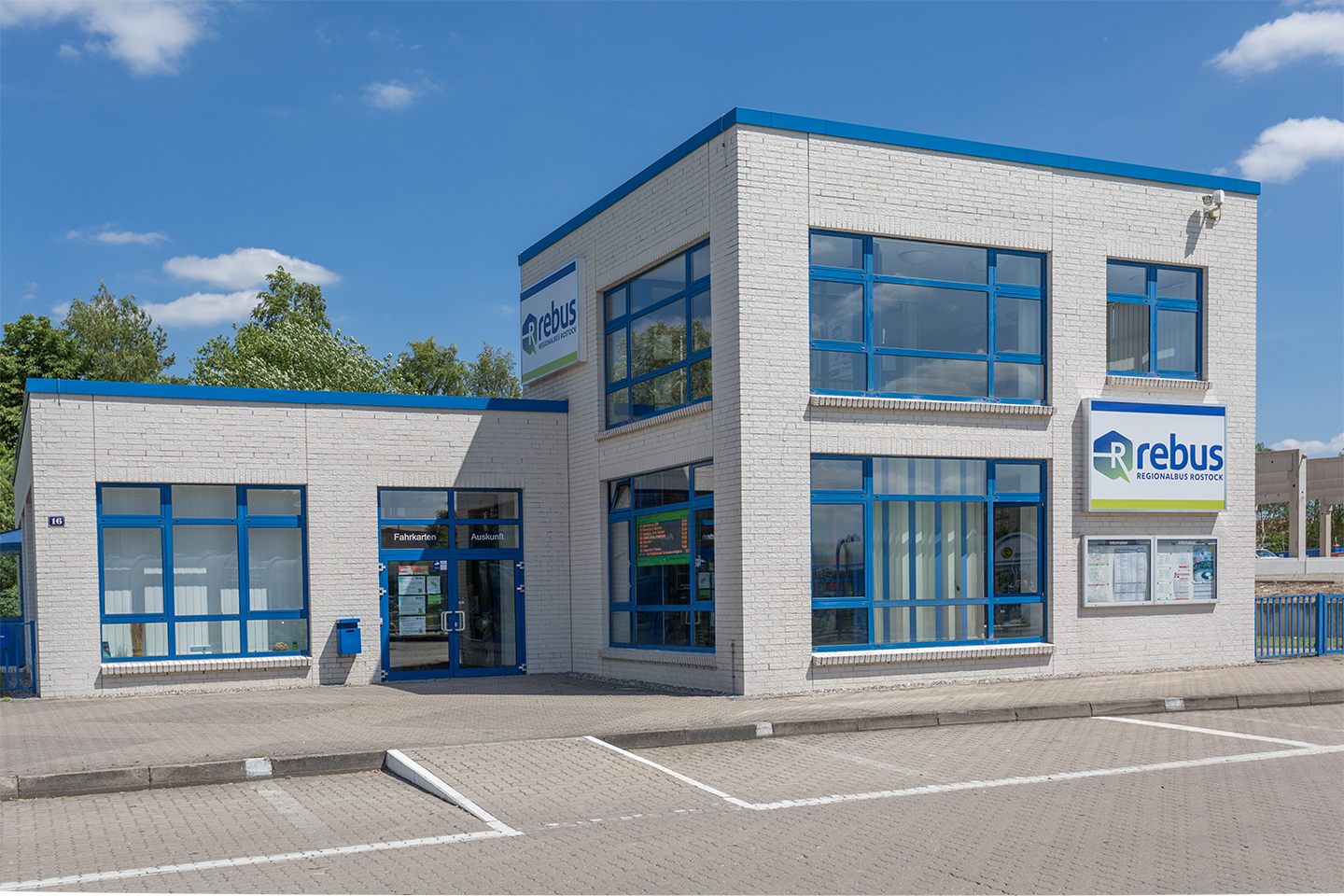
Betriebshof in Rostock
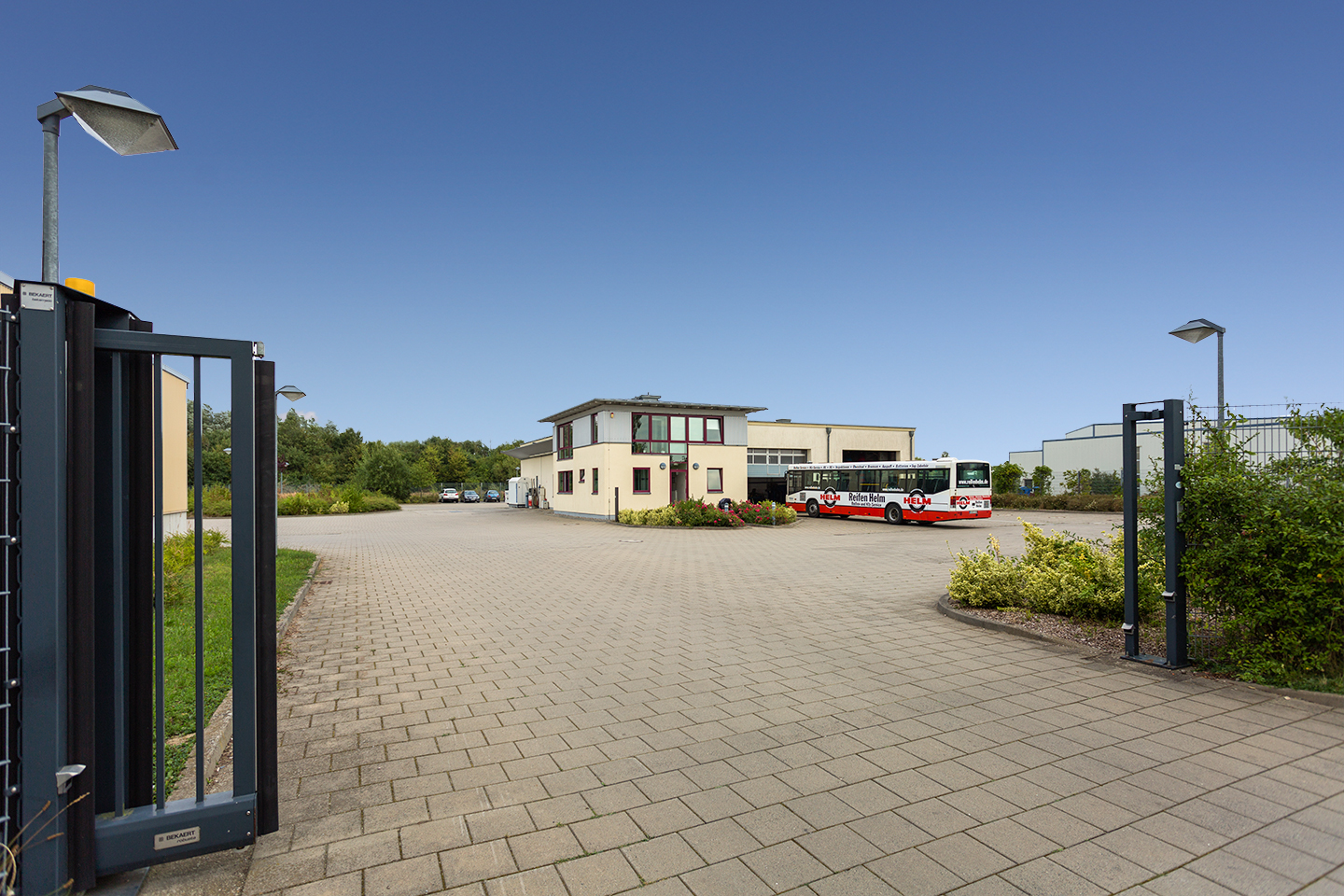
Betriebshof Teterow
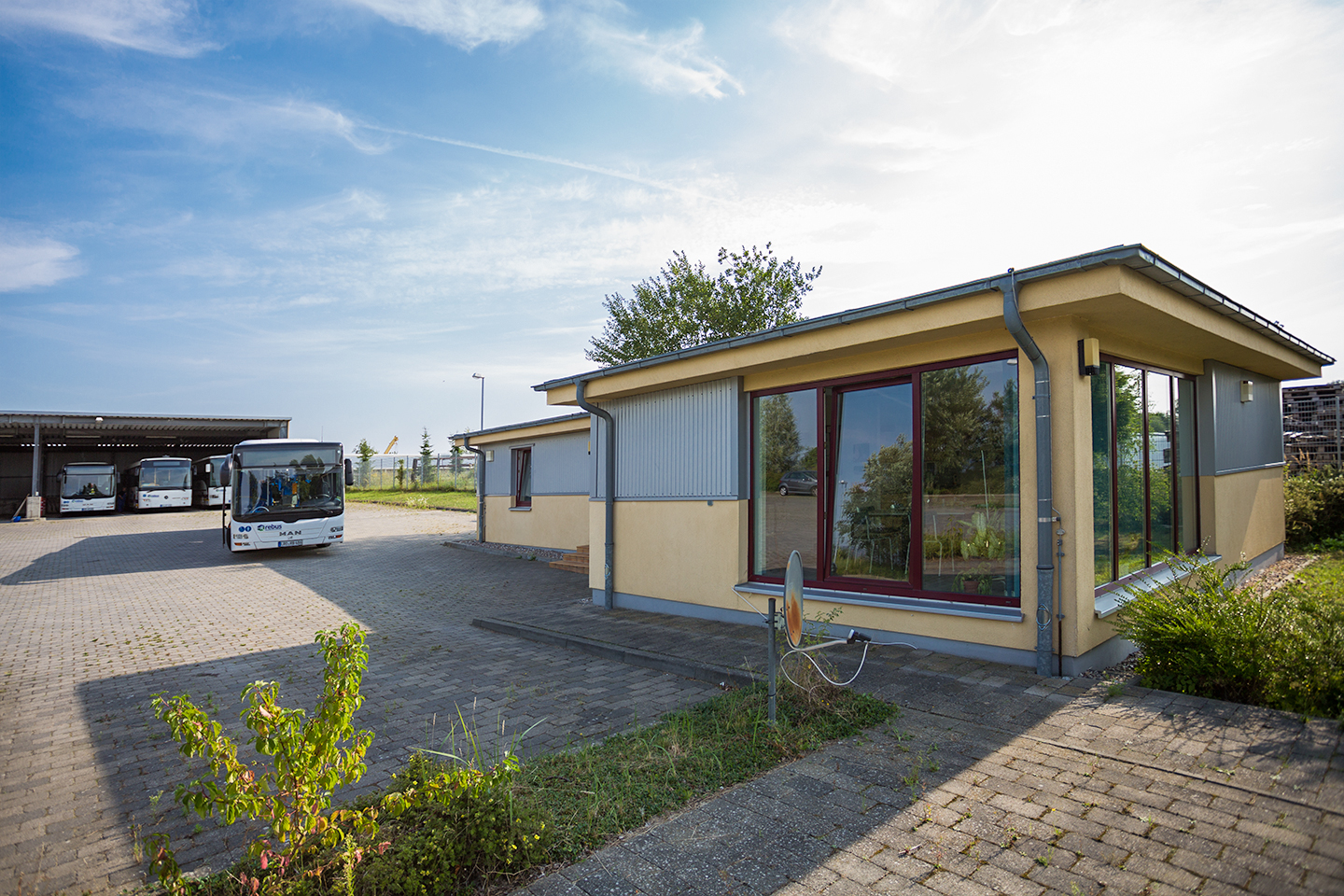
Betriebshof Gnoien

## Aufgaben
Die rebus Regionalbus Rostock GmbH ist im Auftrag des Landkreises Rostock für den ÖPNV und den Schülerverkehr im Landkreis Rostock zuständig. Zu den Kernaufgaben gehört die Vernetzung der kleineren und größeren Orte und Gemeinden untereinander sowie deren Anbindung an die Städte Güstrow, Rostock, Bad Doberan, Teterow und Bützow. Eine Verzahnung mit dem Schienenpersonennahverkehr (SPNV) wird über die Anbindung der Bahnhöfe realisiert.
Im Linienverkehr wird neben den Wegen zum und vom Arbeitsplatz die Mobilität der Bevölkerung zu den jeweiligen Einkaufs-, Gesundheits- und Sozialzentren ermöglicht.
Im Schülerverkehr werden täglich etwa 12.000 Schüler zu über 80 verschiedenen Schulen befördert. Der Schülerverkehr im Landkreis Rostock ist in den öffentlichen Linienverkehr (nach § 42 PBefG) integriert.
Die Leistungen der rebus Regionalbus Rostock GmbH werden innerhalb des Verkehrsverbunds Warnow (VVW) erbracht, zu deren Gründungsmitgliedern bereits die Regionalverkehr Küste GmbH (RvK) – ein Vorgängerunternehmen der rebus – gehörte.

## Linien
Die rebus Regionalbus Rostock GmbH bedient 75 Regionalbus-Linien, acht Stadtbus-Linien und eine Flughafenlinie (Flughafen Laage) im Landkreis Rostock. Die Liniennummern bewegen sich im Bereich von 101 bis 292.
Die Buslinien im Bereich Güstrow verlaufen sternförmig von den jeweiligen Versorgungszentren und Bahnhöfen des SPNV (Schienengebundener Personenverkehr) in das Umland. Besondere Verkehrsknoten sind in Güstrow, Bützow, Teterow, Bad Doberan, Schwaan, Gnoien, Sanitz, Kröpelin, Neubukow und Kühlungsborn. Die Hansestadt Rostock wird über Regionalbuslinien zum ZOB südöstlich des Hauptbahnhofs, dem S-Bahnhof Warnemünde Werft, dem S-Bahnhof Lütten Klein, der Straßenbahn-Endhaltestelle Campus-Südstadt und dem Straßenbahn-/Bus-Knotenpunkt Dierkower Kreuz mit jeweiliger Anbindung an den Stadtverkehr der Rostocker Straßenbahn AG (RSAG) bedient. Außerdem verkehrt die MVVG am ZOB Rostock die Linie 304 in Richtung Demmin.
| Linie | Linienweg |
| ----- | --- |
| 101   | Neubukow – Klein Strömkendorf – Neubukow                                                                                            |
| 102   | (Rostock, ZOB/Hbf –) Rostock, Campus Südstadt – Rostock-Stadtweide – Stäbelow (– Satow – Pustohl / Jürgenshagen)                    |
| 103   | Bad Doberan – Reddelich – Steffenshagen – Kühlungsborn                                                                              |
| 104   | Kröpelin – Kühlungsborn |
| 105   | Neubukow – Rerik – Meschendorf |
| 106   | Rostock, ZOB/Hbf – Ziesendorf – Groß Bölkow – Hohen Luckow – Satow                                                                  |
| 107   | Bad Doberan – Satow – Pustohl |
| 108   | Bad Doberan – Kröpelin – Neubukow                                                                                                   |
| 109   | Bad Doberan – Parkentin – Hanstorf – Gorow                                                                                          |
| 110   | Bad Doberan – Retschow – Kröpelin / – Satow                                                                                         |
| 111   | Neubukow – Westenbrügge – Kirch Mulsow – Teschow – Neubukow                                                                         |
| 112   | Rostock, ZOB/Hbf – Bentwisch – Poppendorf – Mandelshagen / – Sanitz                                                                 |
| 113   | Rostock, ZOB/Hbf – Kessin – Dummerstorf – Kavelstorf – Reez                                                                         |
| 114   | Sanitz – Tessin – Wesselstorf – Grammow                                                                                             |
| 115   | Sanitz – Neu Wendorf – Tessin – Ehmkendorf                                                                                          |
| 116   | Sanitz – Gubkow – Cammin – Tessin                                                                                                   |
| 118   | Rostock, Dierkower Kreuz – Bentwisch – Rövershagen – Hinrichshagen – Graal Müritz                                                   |
| 119   | Bad Doberan – Rethwisch – Nienhagen – Elmenhorst – Rostock-Lütten Klein / – Warnemünde Werft                                        |
| 120   | Sanitz – Bad Sülze |
| 121   | Rostock, ZOB/Hbf – Reutershagen – Sievershagen, Ostseepark – Bargeshagen – Bad Doberan – Kühlungsborn – Rerik                       |
| 122   | Rostock-Lütten Klein – Admannshagen – Bargeshagen – Rabenhorst                                                                      |
| 123   | Rostock, ZOB/Hbf – Steintor – Brinckmansdorf – Neu Roggentin – Pastow – Broderstorf – Sanitz                                        |
| 124   | Buchenweg – Buchenberg – Althof – Bahnhof – Hohenfelde b. Doberan – ZOB – Kammerhof – Buchenberg – Buchenweg ZOB – Vorder Bollhagen |
| 125   | Bad Doberan – Hohen Luckow – Schwaan                                                                                                |
| 128   | Rostock, Markt Reutershagen – Sievershagen – Parkentin – Hanstorf – Bad Doberan                                                     |
| 129   | Schwaan – Wiendorf – Rukieten |
| 130   | Börgerende – Rethwisch – Bargeshagen – Rabenhorst                                                                                   |
| 131   | Groß Kussewitz – Rövershagen – Gelbensande – Behnkenhagen                                                                           |
| 132   | Sanitz – Dummerstorf – Wendorf |
| 134   | Bad Doberan – Kröpelin |
| 135   | Kröpelin – Alt Karin / Rosenhagen – Satow                                                                                           |
| 136   | Sanitz – Broderstorf – Pastow – Sagerheide                                                                                          |
| 137   | Rostock, ZOB/Hbf – Kritzmow – Groß Schwaß – Ziesendorf – Papendorf                                                                  |
| 139   | Sanitz – Tessin – Grammow |
| 140   | Sanitz – Broderstorf – Neu Roggentin – Graal Müritz                                                                                 |
| 200   | Güstrow, ZOB – Kritzkow – Laage |
| 201   | Güstrow, Bauhof Nord – Markt – ZOB – KMG Klinikum                                                                                   |
| 202   | Güstrow, Bauhof Nord – Fachhochschule – ZOB – KMG Klinikum                                                                          |
| 203   | Güstrow, ZOB – Markt/Gertrudenkapelle – Parumer Weg                                                                                 |
| 204   | Güstrow, ZOB – Neukruger Str. – GWG Koppelweg                                                                                       |
| 205   | Güstrow, GWG Koppelweg – ZOB – Ringstraße                                                                                           |
| 208   | Bützow, Gewerbegebiet – Langestraße – Karl-Marx-Str. – Gewerbegebiet                                                                |
| 210   | Güstrow, ZOB – Kritzkow – Hohen Sprenz – Dummerstorf                                                                                |
| 211   | Laage – Kobrow – Wardow – Polchow                                                                                                   |
| 213   | Laage – Kossow – Wendorf – Dolgen – Laage                                                                                           |
| 215   | Güstrow, ZOB – Diekhof – Subzin – Laage                                                                                             |
| 216   | Güstrow, ZOB – Diekhof – Schweez – Laage                                                                                            |
| 220   | Gnoien – Lühburg – Tessin |
| 221   | Gnoien – Finkenthal – Dargun / Altkalen – Neukalen                                                                                  |
| 222   | Gnoien – Viecheln – Bäbelitz / Warbelow – Wasdow – Gnoien                                                                           |
| 223   | Gnoien – Altkalen – Jördenstorf |
| 224   | Gnoien – Boddin – Alt Vorwerk – Jördenstorf                                                                                         |
| 225   | Teterow – Jördenstorf – Gnoien |
| 230   | Laage – Matgendorf – Teterow – Malchin                                                                                              |
| 231   | Teterow – Ziddorf – Großen Luckow – Waren                                                                                           |
| 232   | Teterow – Schorssow – Ziddorf – Rothenmoor – Malchin                                                                                |
| 233   | Teterow – Groß Wokern – Nienhagen b. Teterow                                                                                        |
| 235   | Gnoien – Dalwitz – Prebberede – Matgendorf                                                                                          |
| 240   | Güstrow, ZOB – Lalendorf – Teterow                                                                                                  |
| 241   | Güstrow, ZOB – Vietgest – Lalendorf – Roggow – Neu Krassow                                                                          |
| 244   | Teterow – Groß Wokern – Bartelshagen – Teterow                                                                                      |
| 245   | Matgendorf – Tellow – Warnkenhagen                                                                                                  |
| 246   | Teterow – Lelkendorf – Jördenstorf                                                                                                  |
| 247   | Teterow – Jördenstorf – Groß Wüstenfelde – Matgendorf                                                                               |
| 250   | Güstrow, ZOB – Krakow am See – Linstow                                                                                              |
| 251   | Teterow – Langhagen – Krakow am See                                                                                                 |
| 252   | Güstrow, ZOB – Mühl Rosin – Kirch Rosin – Bölkow                                                                                    |
| 260   | Güstrow, ZOB – Zehna – Lohmen |
| 270   | Güstrow, ZOB – Prüzen – Witzin – Sternberg                                                                                          |
| 271   | Güstrow, ZOB – Parum – Gülzow – Boldebuck – Prüzen                                                                                  |
| 272   | Güstrow, ZOB – Boldebuck – Prüzen – Gerdshagen                                                                                      |
| 273   | Güstrow, ZOB – Prüzen – Tarnow – Dreetz – Peetsch – Bützow                                                                          |
| 280   | Bützow – Steinhagen – Göllin – Klein Sien – Bernitt                                                                                 |
| 281   | Bützow – Schlemmin – Moisall – Klein Sien – Gnemern                                                                                 |
| 282   | Bützow – Penzin – Bernitt – Jürgenshagen                                                                                            |
| 283   | Bützow – Selow – Klein Belitz – Groß Belitz                                                                                         |
| 284   | Bützow – Selow – Schwaan |
| 285   | Bützow – Zernin – Warnow – Lübzin – Rosenow                                                                                         |
| 286   | Bützow – Rühn – Baumgarten – Laase – Qualitz                                                                                        |
| 290   | Güstrow, ZOB – Strenz – Lüssow – Mistorf – Schwaan                                                                                  |
| 291   | Güstrow, ZOB – Karow – Siemitz – Hohen Sprenz – Sabel / – Schwaan                                                                   |
| 292   | Bützow – Zepelin – Oettelin – Kassow – Schwaan                                                                                      |

### Stadtverkehr Güstrow
Für die Stadt Güstrow bestehen mehrere Stadtverkehrslinien.
Die Linie 201 verkehrt als Ringlinie vom Bauhof Nord über die Ringstraße, den Markt, den ZOB am Bahnhof Güstrow und das KMG Klinikum.
Die Linie 202 verkehrt als Ringlinie vom Bauhof Nord über die Fachhochschule, den ZOB am Bahnhof Güstrow und das KMG Klinikum.
Die Linie 203 verkehrt zwischen dem ZOB am Bahnhof Güstrow über den Markt zum Parumer Weg.
Die Linie 204 verkehrt zwischen dem ZOB am Bahnhof Güstrow und dem Gewerbegebiet Koppelweg.
Die Linie 205 bedient die Gewerbegebiete Glasewitzer Burg, Am Augraben und im Koppelweg.
Alle Linien des Stadtverkehrs Güstrow halten am ZOB am Bahnhof Güstrow und bedienen verschiedene Fahrtwege innerhalb der Stadt. Durch das Liniennetz verkehrt ab dem ZOB alle 15 Minuten ein Fahrtangebot in alle Stadtteile. Unterstützt wird der Stadtverkehr durch die sternförmig in Güstrow einfahrenden Regionalbuslinien, die auch jeweils mehrere Haltestellen der Stadt Güstrow bedienen.

### Stadtverkehr Bützow
Die Stadt Bützow wird mit der Linie 208 als Stadtbuslinie bedient. Die Linie 208 ist eine Ringlinie und fährt alle wichtigen Standorte in Bützow an. Die sternförmig in Bützow einfahrenden Regionalbuslinien unterstützen auch hier den Stadtverkehr, indem sie mehrere Haltestellen der Stadt Bützow bedienen.

### Stadtverkehr Bad Doberan
In der Stadt Bad Doberan wird der Stadtverkehr über die Linie 124 bedient, die auf verschiedenen Linienwegen teilweise als Ringlinie ausgelegt ist. Da die Buslinie durch die Stadt finanziert wird, fahren Fahrgäste kostenlos mit. Auch in Bad Doberan unterstützen die einlaufenden Regionalbuslinien die Stadtlinie.

### Regionalverkehr
Der Regionalbusverkehr im Landkreis Rostock wird über 75 Regionalbuslinien bedient. Wichtige Knotenpunkte sind die Städte Güstrow, Bützow, Teterow und Gnoien. Größere Verkehrsknoten mit Umsteigepunkten befinden sich in Bad Doberan, Laage, Sanitz, Tessin und Neubukow.

## Fahrzeuge
Die rebus Regionalbus Rostock GmbH  hat Fahrzeuge verschiedener Hersteller als Busflotte im Einsatz:
- Ikarus: 55.09 (ein Oldtimer aus dem Jahr 1960)
- Iveco: Crossway, Crossway LE 12, Crossway LE 13
- MAN: C19, Lions City GL, Lions City UE, Lions Regio, Lions Regio GL, Lions Regio L
- Mercedes Benz; O 550 Integro L, O 530 Citaro, O 530 Citaro LE
- Neoplan: Jetliner, Jetliner C, N 3516 Ü
- Setra: S 415, S 425 GT, S 425 UL, 415 LE Business, S 418 LE Business, S 7 UL, S 419 UL, S 515 MD, SG 321 Ul
- Solaris: Urbino 12 LE, Urbino 12 Hydrogen, Urbino 18 Hydrogen

Insgesamt wurden 52 Busse mit Wasserstoffantrieb von Solaris erworben. Die Auslieferung begann im Oktober 2024 und wurde noch vor Ende des gleichen Jahres abgeschlossen. Anfang Februar 2025 waren bis 25 fahrzeuge im Altlandkreis Güstrow im Einsatz.